# Linga Holm
Linga Holm, též známý jako Midgarth nebo Holm of Midgarth, je malý, neobydlený ostrov vzdálený 700 metrů od západního pobřeží ostrova Stronsay v britském souostroví Orkneje. Zabírá přibližně 57 hektarů. Jméno Linga Holm je odvozeno ze staroseverského výrazu Lyngholm.
Stejně jako na dalších orknejských ostrovech se zde nalézají archeologicky cenné pozůstatky osídlení, mimo jiné domy Piktů a pohřební mohyly. V roce 1841 měl ostrov ještě šest obyvatel.
Linga Holm je dnes chráněnou oblastí podle místních předpisů Orkney Islands Council a slouží výlučně jako rezervace pro divoce žijící stádo ovcí, pocházejících z ostrova North Ronaldsay, kterým kvůli nevhodným podmínkám na jejich domovském ostrově hrozilo vyhynutí. Ostrov je považován za třetí nejfrekventovanější líheň tuleňů kuželozubých a slouží jako hnízdiště hus velkých.
Vstup na ostrov je celoročně zakázán.